# Apiogaster meridionalis
Apiogaster meridionalis är en skalbaggsart som beskrevs av Karl Adlbauer 2004. Apiogaster meridionalis ingår i släktet Apiogaster och familjen långhorningar. Inga underarter finns listade i Catalogue of Life.